# Karl Christian von Gehren
Karl Christian von Gehren (auch Carl Christian von Gehren; * 8. Oktober 1763 in Marburg; † 6. Februar 1832 in Felsberg) war ein deutscher reformierter Geistlicher und Schriftsteller.

## Leben
Gehren war ein Sohn des Regierungsrats Reinhard Reinhold von Gehren († 1797). Seine Mutter Marie Margarethe Victorie war eine Tochter des Marburger Theologieprofessors Johann Christian Kirchmeier. Gehren absolvierte das Pädagogium Marburg und studierte anschließend an der Universität Marburg über fünf Jahre Theologie. Er bestand das Fakultätsexamen in Marburg und die Kandidatenprüfung in Kassel. Anschließend erhielt er eine Stelle als Hauslehrer bei einem Geheimrat Schott in Rotenburg an der Fulda. Dort wurde ihm 1787 die Stelle des zweiten Predigers der reformierten Gemeinde übertragen.
Auf Empfehlung des Kirchenrats Johann Friedrich Mieg aus Heidelberg wurde Gehren 1790 als zweiter Prediger der deutschen reformierten Gemeinde in Kopenhagen berufen. Dort stand er im engen Kontakt zu der gebildeten deutschen Oberschicht wie dem etwa gleichaltrigen Friedrich Münter, Theologieprofessor an der Universität Kopenhagen, und dem lutherischen Hofprediger Johann Rudolph Christiani, beide wie er Anhänger der Aufklärungstheologie. 1801 stieg er zum ersten (und einzigen) Prediger auf. Er initiierte für die Gemeinde ein neues Gesangbuch, einen neuen Katechismus und eine neue Liturgie im Sinne der Aufklärung.
Gehren folgte 1805 auf Wunsch seiner Frau Henriette Marie, geb. Gleim, einem Ruf als Pfarrer nach Felsberg. Das Amt des Metropolitans lehnte er allerdings ab, da er es für unter seiner Würde hielt, sich dafür erneut einer Prüfung zu unterziehen.
Als treuer Untertan des Kurfürsten beteiligte er sich am Dörnberg-Aufstand gegen die Fremdherrschaft im napoleonischen Königreich Westphalen. Dreimal wurde er unter dem Verdacht, zu den Anführern des Aufstandes zu gehören, festgenommen und schließlich sogar zum Tode verurteilt. Dieses Urteil wurde in eine Haftstrafe umgewandelt. Zweieinhalb Monate war er in Mainz arrestiert. In dieser Zeit diente er dem französischen Gefängniskommandanten als Dolmetscher und Sekretär. Über seine Erlebnisse in dieser Zeit verfasste er 1815 die autobiographische Schrift Unter der vormaligen königlich westphälischen Regierung erlittene dreimalige Verhaftung und Exportation. Diese Schrift ist eine wichtige Quelle für den Dörnberg-Aufstand. Gehren erwähnt „die rote Armbinde, die [er] als Zeichen der Insurgenten trug“, aber berichtet darüber hinaus aber kaum etwas über seine wirkliche Beteiligung. Zumindest scheint sein Pfarrhaus ein Treffpunkt einiger der Anführer dieses von ihm als „Bürger- und Bauernaufstand“ bezeichneten Aufstands gewesen zu sein.
Neben der Herausgabe der neuen Gottesdienstbücher für die Kopenhagener Gemeinde veröffentlichte Gehren eine Kurze Darstellung der Geschichte der Reformirten in Dänemark sowie zahlreiche Predigten und Aufsätze in verschiedenen Kirchenzeitungen. In Anerkennung seiner Werke erhielt er im Rahmen des Reformationsjubiläums 1817 von der Theologischen Fakultät der Universität Kiel die Ehrendoktorwürde.

## Werke (Auswahl)
- Funfzigjährige Jubelfeier der Bettingerischen Eheverbindung, Mohr, Hersfeld 1789.
- Versuch einer zweckmässigen Konfirmationshandlung; nebst einigen Bemerckungen über liturgische Verbesserungen, Prost, Kopenhagen 1791.
- Was haben würdige Konfirmanden zu wissen, zu bedenken, zu beherzigen?, Möller, Kopenhagen 1791.

- Kurze Darstellung der Geschichte der Reformirten in Dänemark, Kopenhagen 1794.
- Predigten über Menschenkenntniß, 2 Bände, Müller, Leipzig 1797–1802.
- Das gerettete Vaterland, Krieger, Kassel 1814.
- Unter der vormaligen königlich westphälischen Regierung erlittene dreimalige Verhaftung und Exportation, Marburg 1815.
- Geistliche Reden und moralische Erzählungen zur Erbauung für Vaterlandsfreunde, Krieger, Marburg 1814.
- Über das Bedürfniß einer neuen Agende für die evangelische Kirche in Kurhessen und dessen zweckmässigste Befriedigung, Luckhardt, Cassel 1826.
- Wie könnte das Andenken an die im Oktober 1529 zu Marburg versuchte Protestantenunion im Oktober 1829 in Hessen und anderwärts würdig gefeiert werden?, Metzler, Stuttgart 1829.